# جان كروفورد
جان كروفورد (بالإنجليزية: Jan Crawford)‏ هي صحفية أمريكية، ولدت في 1965 في ألاباما في الولايات المتحدة.

## وصلات خارجية
- جان كروفورد على موقع إن إن دي بي (الإنجليزية)